# Kunst-/Kulturpreis der Stadt Wernigerode
Die Stadt Wernigerode verleiht im Rhythmus von zwei Jahren im Wechsel den Kunstpreis der Stadt Wernigerode und den Kulturpreis der Stadt Wernigerode als Förderpreis. Über die Zuerkennung des Kunst- und Kulturpreises entscheidet eine Jury, deren Mitglieder auf Vorschlag des Kulturausschusses des Stadtrates jeweils für eine Wahlperiode vom Stadtrat berufen werden.
Der Kunstpreis der Stadt Wernigerode wird für hervorragende Verdienste auf künstlerischem und kulturellem Gebiet an Einzelpersonen, Gruppen, Vereine oder Institutionen verliehen, die das Ansehen der Stadt überregional fördern. Der Kulturpreis der Stadt Wernigerode wird in Anerkennung der künstlerischen Arbeit bestehender Gruppen und Einzelpersonen mit regionaler Wirkung vergeben. Gewürdigt werden hervorragende Leistungen in künstlerischen und kulturellen Bereichen (Bildende Kunst, Design, Architektur, Denkmalspflege, darstellende Kunst, Fotografie, Kunsthandwerk, Musik, Literatur) sowie in wissenschaftlich-kulturellen Bereichen.
Der Preis besteht aus einer Verleihungsurkunde und einem zur Verfügung stehenden Geldbetrag von 2.500 Euro. Dieser Geldbetrag kann im Sinne des Preisträgers auf Entscheidung der Jury ausgezahlt oder anderweitig zur Ehrung verwandt werden. Der Kulturpreis wird in der Regel als Bargeldbetrag ausgeschüttet.
Die Preisverleihung findet jährlich im feierlichen Rahmen in einer Sondersitzung des Stadtrates im Festsaal des Rathauses Wernigerode, in zeitlichem Zusammenhang mit dem Rathausfest, statt.
Kultur- und Kunstpreisträger der Stadt Wernigerode ab 1974
- 1974 Friedrich Steimecke; Heinz Kleinstück
- 1975 Manfred Oelsner; “Harzer Folkloristen” (Hans-Wilhelm Vogt)
- 1976 Friedrich Krell; Rolf Lukowsky
- 1977 Martin Donath; Betriebsfilmstudio des VEB Elektromotorenwerk
- 1978 Klaus Stenzel (Tanzlehrer)
- 1979 Feudalmuseum; Fritz-Peter Behm
- 1980 Heinz Zeiske (Direktor der Musikschule)
- 1981 Wolfgang Borchert (Leiter des Kreiskulturhauses)
- 1982 Erwin Harz (Musikpädagoge)
- 1983 Sing-, Spiel und Jodlergruppe des Elektromotorenwerkes (Hermann Greiffeld, Kurt Schmidt)
- 1984 FDJ-Chor der EOS “Gerhart Hauptmann” (Leiter: Fritz-Peter Behm)
- 1985 Hans-Wilhelm Vogt (Direktor der Musikschule)
- 1986 Fidele Blasmusikanten (Gerhard Förster)
- 1987 Hasseröder Männerchor (Armin Kliebsch, Erich Helbig)
- 1988 Rainer Haßkerl (Direktor des Feudalmuseums Schloss Wernigerode)
- 1989 Staatliches Orchester Wernigerode (Leiter: Ulrich Schwinn)

- 1993 Gertraud und Dietmar Damm, Wernigerode (Kantoren-Ehepaar an St. Sylvestri)
- 1994 Rainer Schulze, Wernigerode (Buchhändler, Kabarettist)
- 1995 Hans-Joachim Bober, Berlin (Maler)
- 1996 Chor des Gymnasiums “Gerhart Hauptmann” (Stephan Wohlgemuth)
- 1997 Alexander Solotzew, Landau
- 1998 Blechbläserensemble (Leiter: Dietmar Berthold) und Jugendkammerorchester (Leiter: Peter Wegener) der Kreismusikschule “Andreas Werckmeister” Wernigerode
- 1999 Jo Jastram, Kneese

Seit dem Jahr 2000 wird im Wechsel entweder der Kunst- oder der Kulturpreis vergeben. 
- 2000 Karl-Heinz Ziomek, Wernigerode
- 2001 Friedrich Krell, Wernigerode
- 2002 Wernigeröder Schreibwerkstatt; Leiterin Christine Schulz
- 2003 Karl Oppermann, Veckenstedt/Barcelona
- 2004 Christian Fitzner, Wernigerode
- 2005 Otmar Alt, Hamm-Norddinker
- 2006 Gerd Ilte, Wernigerode
- 2007 Günter Grohs, Wernigerode
- 2008 Uwe Lagatz, Wernigerode
- 2009 Walter Herzog, Berlin
- 2010 Christian Juranek
- 2011 Heidi und Jürgen Hütter (Designer), Wernigerode
- 2012 Richard Küster, Wernigerode
- 2013 Edda Grossman (Malerin), Veckenstedt
- 2014 Erika Spannuth (Mundartspezialistin)
- 2015 Bernd Wolff
- 2016 Theatergruppe des Ortsteils Silstedt
- 2017 Bernd Göbel (Bildhauer)
- 2018 Esther Waldhausen (Chorleiterin)
- 2019 Friedmar Adelbert Quast (Jazzclubleiter)
- 2020 Rainer Ehrt (Grafiker)
- 2021 Marlies Ameling (Glasdesignerin bei der Manufaktur Harzkristall und Geschäftsführerin des Miniaturenpark "Kleiner Harz")
- 2022 Redaktion "Neue Wernigeröder Zeitung"
- 2023 Sabine Riemenschneider (Grafikerin)
- 2024 Ralf Mattern (Musiker, Autor, Regionalhistoriker)